# Salamiyah
Salamiyah (Arabisch: سلمية) is een stad en district in West-Syrië, in het gouvernement Hama. De stad ligt op 33 km ten zuidoosten van Hama, 45 km ten noordoosten van Homs en wordt wel "de moeder van Caïro" genoemd omdat ze de geboorteplaats was van de tweede Fatamid Caliph Muhammad al-Qaim Bi-Amrillah, wiens dynastie uiteindelijk Caïro zou stichten.